# Rebecca Roanhorse
Rebecca Roanhorse (Conway, 23 de setembro de 1971) é uma escritora de ficção científica de origem Afro-americano e Pueblo. Seus contos e romances de ficção científica lhe renderam diversos prêmios, como o Prêmio Hugo de Melhor Conto, o Prêmio Nebula de Melhor Conto e o Locus Award, entre outros.

## Biografia
Rebecca Roanhorse nasceu na cidade de Conway, Arkansas, nos Estados Unidos, e é de origem Afro-americano e Pueblo, uma tribo indígena do país. Ela cresceu em Fort Worth, Texas. A leitura e escrita, principalmente do gênero de ficção científica, a ajudaram passar por uma infância complicada.
Roanhorse tem um bacharelado de teologia pela Universidade Yale e um mestrado pela Union Theological Seminary. Além disso, ela é bacharel em Direito pela Universidade do Novo México.

## Premiações
Em 2018, Rebecca Roanhorse ganhou o prêmio John W. Campbell Award for Best New Writer.
O seu conto "Welcome to Your Authentic Indian Experience™" ganhou vários prêmios, incluindo o Prêmio Hugo de Melhor Conto de 2017, o Prêmio Nebula de Melhor Conto de 2017, além de nomeações para prêmios, como o Locus Award for Best Short Story, o Theodore Sturgeon Award, e o World Fantasy Award.
O seu primeiro romance Trail of Lightning foi nomeado para o Prêmio Nebula de Melhor Romance de 2018, o Prêmio Hugo de Melhor Romance de 2019, e o World Fantasy Award de 2019. O romance recebeu o Prêmio Locus de Melhor Primeiro Romance.

## Obras

### Contos e ensaios
- Native in Space (27 de Junho, 2017)[8]
- Welcome to Your Authentic Indian Experience™ (8 de Agosto de 2017)[9]
- Postcards from the Apocalypse (Janeiro/Fevereiro de 2018)[10]
- Harvest in New Suns (12 de Março de 2019)[11]

### SérieThe Sixth World
- * Trail of Lightning (26 de Junho de 2018)
- * Storm of Locusts (23 de Abril de 2019)

### Série Between Earth and Sky
- Black Sun ( 2020)
- Fevered Star (2022)

### Livros isolados
- Star Wars: Resistance Reborn (2019) no Brasil: Star Wars: A Resistência Renasce (Universo Geek, 2019)
- Race to the Sun (2020)